# Seznam jezer v Konžské demokratické republice
Seznam jezer v Konžské demokratické republice (francouzsky jezero - lac, ngalsky jezero - etímá). Tabulka obsahuje přehled jezer v Konžské demokratické republice s plochou přes 100 km².

## Největší jezera
| název            | rozloha km² | délka km | šířka km | hloubka m | nadmořská výška m | provincie                |
| ---------------- | ----------- | -------- | -------- | --------- | ----------------- | ------------------------ |
| Tanganika        | 15300       | 650      | 80       | 1470      | 773,0             | Jižní Kivu, Tanganika    |
| Albertovo jezero | 5300        | 160      | 30       | 58        | 617,0             | Ituri                    |
| Mweru            | 5100        | 96       | 45       | 37        | 917,0             | Horní Katanga            |
| Kivu             | 2700        | ...      | ...      | 496       | 1460,0            | Severní Kivu, Jižní Kivu |
| Mai Ndombe       | 2325        | 130      | ...      | 7         | ...               | Mai Ndombe               |
| Edwardovo jezero | 2150        | 77       | 40       | 111       | 912,0             | Severní Kivu             |
| Tumba            | 765         | ...      | ...      | 8         | ...               | Rovník                   |
| Malebo           | 555         | 30       | 25       | 25        | ...               | Kinshasa                 |
| Tshangalele      | 362         | ...      | ...      | ...       | ...               | ...                      |